# Chapple (Ontario)
Chapple – gmina (ang. township) w Kanadzie, w prowincji Ontario, w dystrykcie Rainy River.
Powierzchnia Chapple to 529,02 km².
Według danych spisu powszechnego z roku 2001 Chapple liczy 910 mieszkańców (1,72 os./km²).